# Arquivo Municipal de Vila Franca de Xira
O Arquivo Municipal de Vila Franca de Xira é o serviço responsável pelo património e pela memória documental do Município de Vila Franca de Xira. Está localizado na Rua Professor Reynaldo dos Santos, n.º 18, em  Vila Franca de Xira. Abriu oficialmente ao público no dia 21 de outubro de 1997 .

## História
A existência do Arquivo Municipal, outrora designado “cartório” e grafado “archivo municipal” acompanha a vida da própria autarquia. Até à primeira metade do século XIX terá correspondido a um acervo de dimensão relativamente modesta, do qual se conservam, entre outros, o foral manuelino de 1910, os livros de registos gerais e os livros dos acórdãos .
A extinção dos concelhos de Povos (1836), Castanheira (1837), Alhandra (1855) e Alverca (1855) e a sua integração no concelho de Vila Franca de Xira levou à transferência dos respetivos arquivos e de alguns acervos documentais relacionados para este Arquivo. A partir daí, o acervo foi crescendo em consequência da produção documental própria do município e da incorporação de novos fundos.
Em termos de localização física, a documentação esteve guardada nos paços do concelho e, ao longo do século XX, em vários outros espaços da vila, atual cidade, de Vila Franca de Xira até à sua reunião num só edifício em 1997 .

## Fundos e coleções
A documentação medieval que terá existido no Cartório da Câmara perdeu-se devido a acontecimentos e calamidades como o Terramoto de Lisboa de 1531 e o Terramoto de Lisboa de 1755, as cheias e os incêndios que afetaram os locais em que se guardava. Também as invasões francesas tiveram efeitos nefastos no Arquivo. Em consequência, o Arquivo Municipal não conserva documentação medieval . Porém, o Arquivo tem recebido nas últimas décadas vários fundos produzidos sobretudo por entidades da administração local, judiciais, empresariais, eclesiásticas e associativas .
As unidades arquivísticas descritas (parte das quais com representação digital associada) estão referenciadas no Portal de Arquivo